# スルターン・アル＝ビーシー
スルターン・アル・ビーシー（Sultan Al-Bishi、1990年1月28日 - ）は、サウジアラビア出身のサッカー選手。サウジ・プロフェッショナルリーグ・アル・ファイサリー・ハルマ所属。ポジションはディフェンダー。サッカーサウジアラビア代表

## 所属クラブ
ユース経歴
- 2003年 - 2009年 アル・ヒラル

プロ経歴
- 2008年 - アル・ヒラル
  - 2015年 アル・ラーイド（レンタル）
- 2016年 - アル・ファイサリー・ハルマ